# عنبر الدوسري
عنبر الدوسري (31 يوليو1970 - )، كاتب سيناريو سعودي .

## من أعماله

### المسلسلات
| المسلسل        | التاريخ | ملاحظات                                                      |
| -------------- | ------- | ------------------------------------------------------------ |
| طاش 14         | 2006    | عدد من الحلقات                                               |
| غشمشم          | 2007    | بالاشتراك مع كتاب آخرين، بطولة فهد الحيان                    |
| فيه شي غلط     | 2007    | بالاشتراك مع سعد المدهش، بطولة محمد العيسى وبشير غنيم        |
| جاري يا حمودة  | 2008    | بالاشتراك مع سعد المدهش وعبد العزيز المدهش                   |
| كلنا عيال قرية | 2008    | بالاشتراك مع كتاب آخرين، بطولة ناصر القصبي وعبد الله السدحان |
| شيكات          | 2010    | بطولة يوسف الجراح                                            |
| عيال حارتنا    | 2012    | بالاشتراك مع كتاب آخرين، بطولة محمد العيسى                   |
| طالع نازل      | 2012    | بطولة عبد الله السدحان                                       |
| هذا حنا        | 2013    | بالاشتراك مع كتاب آخرين                                      |
| منا وفينا      | 2015    | بالاشتراك مع كتاب آخرين                                      |
| مستر كاش       | 2016    | بالاشتراك مع حسين الراشد                                     |
| بدون فلتر      | 2018    | بالاشتراك مع كتاب آخرين                                      |
| بدون فلتر 2    | 2019    | بالاشتراك مع كتاب آخرين                                      |
| طاش ما طاش     |         | الأجزاء 15 - 16 - 17                                         |
| ربع نجمة       | 2021    | بطولة طارق الحربي ومشعل المطيري                              |
| طاش العودة     | 2023    | عدد من الحلقات                                               |